# Ляховичи (Ивановский район)
Ляховичи (бел. Ляскавічы) — деревня в Ивановском районе Брестской области Белоруссии. Входит в состав Лясковичского сельсовета. Население — 392 человека (2019).

## География
Ляховичи находятся в 6 км к северо-востоку от города Иваново. Через деревню проходит местная автодорога Иваново — Достоево — Молодово. Местность принадлежит бассейну Днепра, рядом с деревней находится исток небольшой реки Струга (приток реки Пина). Ближайшая ж/д станция в Иваново (линия Брест — Пинск — Гомель).

## История
В 2024 году за высокие показатели, достигнутые в ходе проведения в 2023 году республиканского смотра санитарного состояния и благоустройства населённых пунктов Республики Беларусь, дер. Ляховичи признаны одним из победителей, награждены переходящим вымпелом.

## Достопримечательности
- Вознесенская церковь. Деревянная православная церковь построена в 1818 году. Памятник деревянного зодчества. Церковь включена в Государственный список историко-культурных ценностей Республики Беларусь[5].
- В деревне существовала дворянская усадьба, принадлежавшая в XVIII — начале XIX века роду Шеметов, а позднее Друцким-Любецким. От усадьбы до наших дней дошли лишь фрагменты парка и несколько хозпостроек[6]